# 지안 고구려비
지안고구려비(集安高句麗碑) 혹은 마셴촌비(麻線村碑)는 중화인민공화국 지린성 퉁화 시 지안 시 마셴향 마셴촌에서 발견된 비석이다. 고구려 제19대 광개토왕 때에 만들어졌다.

## 개설
지안고구려비는 2012년 7월 29일 지린 성 퉁화 시 지안 시 마셴촌의 주민에 의해 압록강 지류인 마셴강가에서 발견됐다. 중국문물보가 1월 4일자 기사에서 이 비의 발견 소식을 알리면서 세상에 알려졌다.
현재 140자가 판독되었으며, 광개토왕 때 제작되어 기존 광개토왕릉비보다 앞서 제작된 고구려 최고(最古)의 비석으로 추정하고 있다. 비석의 내용은 전왕들의 왕릉을 관리하는 제도인 수묘제(守墓制)의 문란 양상과 율령제를 통한 수묘제의 재정비 양상을 담고 있다.

## 같이 보기
- 광개토왕릉비
- 충주 고구려비
- 광개토왕